# Биндар, Леонид Иосифович
Леонид Иосифович Биндар (род. 29 августа 1940) — российский политик, член Совета Федерации (2001—2006).

## Биография
окончил Ленинградский политехнический институт им. М. И. Калинина в 1968 г.;
работал на заводе им. Энгельса и заводе «Светлана» в г. Ленинграде;
1991—1992 — заместитель председателя Комитета по экономическому развитию мэрии г. Ленинграда;
1992—1993 — руководитель секретариата заместителя Председателя Совета Министров — Правительства РФ Г.С. Хижи;

### Политическая карьера
Член Политического совета партии «Справедливая Россия: Родина/Пенсионеры/Жизнь»; бывший представитель в Совете Федерации Федерального Собрания РФ от администрации Таймырского (Долгано-Ненецкого) автономного округа, был заместителем председателя Комитета Совета Федерации по конституционному законодательству;